# 1994 CS
1994 CS är en asteroid i huvudbältet som upptäcktes den 4 februari 1994 av de båda japanska astronomerna Seiji Ueda och Hiroshi Kaneda i Kushiro.
Asteroiden har en diameter på ungefär 9 kilometer.